# Chapsa recurva
Chapsa recurva är en lavart som först beskrevs av G. Salisb., och fick sitt nu gällande namn av Frisch 2006. Chapsa recurva ingår i släktet Chapsa och familjen Thelotremataceae.   Inga underarter finns listade i Catalogue of Life.